# ایزیاسلاو داویدویچ
ایزیاسلاو داویدویچ (به اوکراینی: Ізяслав Давидович) معروف به ایزیاسلاو سوم یک شاهزاده روس از دودمان روریک و دوک بزرگ کیف و شاهزاده چرنیهیف بود.
بیشتر دوران حاکمیت و نبردهای ایزیاسلاو داویدویچ همزمان با فرمانروایی سلطان سنجر سلجوقی در ایران بود.

## زندگی‌نامه
ایزیاسلاو به همراه ولادمیر، برادر خود و شاهزاده وقت چرنیهیف، پس از مرگ سِوولود، دوک بزرگ کیف و عمو زاده ایزیاسلاو در سال ۱۱۴۶ میلادی، در جنگ داخلی بین سایر عمو زادگان بر سر حاکمیت به نفع ایزیاسلاو دوم حضور فعالی داشت و در سال ۱۱۴۹ میلادی در محاصره ناموفق پریاسلاف علیه یوری دولگوروکی مشارکت نمود. یوری نهایتاً همان سال موفق شد ایزیاسلاو دوم را شهر رانده و کنترل کیف را به دست بگیرد. کیف چند بار دیگر بین طرفین درگیری دست به دست شد. ایزیاسلاو داویدویچ از طرف ایزیاسلاو دوم، به عنوان شاهزاده چرنیهیف منصوب گردید یوری قصد داشت از سرزمین‌های شمالی در سال ۱۱۵۱ میلادی بر چرنیهیف چیره شود که با مقاومت ایزیاسلاو داویدویچ کار به جایی نبرد. ایزیاسلاو دوم بر تخت حکومت کیف ماه نوامبر سال ۱۱۵۴ میلادی درگذشت تا روستیسلاو یکم، عموی ایزیاسلاو به دعوت مردم خود را از نووگورود رسانده، حاکم کیف شود.
ایزیاسلاو داویدویچ با امتناع به رسمیت شناختن او، تنها یک هفته بعد به کمک گلب، پسر یوری، روستیسلاو را که درگیر دفاع از اراضی خود در اسمولنسک در مقابل یوری بود، از مقامش خلع کرد و با استقبال عمومی خود را دوک بزرگ کیف نامید. تنها یک سال بعد در سال ۱۱۵۵ میلادی، یوری مجدد از سرزمین‌های شمالی به کیف لشکر کشید و ایزیاسلاو داویدویچ مجبور به ترک شهر و بازگشت به چرنیهیف شد.
با ازدواج دختر ایزیاسلاو و گلب، پسر یوری برای مدتی درگیری‌ها فروکش کرد. دو سال بعد در ماه مه سال ۱۱۵۷ میلادی با مرگ یوری (احتمالاً مسموم شدن توسط اشراف)، ایزیاسلاو با دعوت اهالی دوباره وارد کیف شد و کنترل آن را در اختیار گرفت. گلب که حکومت پریاسلاف را در اختیار داشت با استفاده از فرصت، خود را مستقل از کیف قلمداد کرد. از طرفی ایزیاسلاو که ویاتوسلاو ولادیمیرویچ، برادرزاده خود را به قصد حفظ چرنیهیف بر آن جا گماشته بود، تحت فشار مجبور شد این ناحیه را نیز به سویاتوسلاو اولگویچ وانهد.
این بار با اجتناب از تحویل دادن ایوان برلادنیک، یک شاهزاده شورشی به یاروسلاو، دوک هالیچ، وارد جنگ با ائتلافی از چند حاکم روس شد تا با عدم دریافت کمک از جانب سویاتوسلاو اولگویچ که از پیش ایزیاسلاو را از درگیر کردن خود در این نبرد منع کرده بود، مقابل آن‌ها مغلوب و روستیسلاو مجدداً به کیف بازگردانده شود.
پس از نبرد در مناطق مختلق، چهار سال بعد در سال ۱۱۶۱ میلادی ایزیاسلاو در ادامه تلاش برای حاکمیت، به همراه عده دیگری از شاهزادگان روس، برای چند هفته موفق شد کیف را از روستیسلاو که به بلگورود گریخت، باز پس بگیرد. در نهایت با شکست در محاصره چهار هفته ای بلگورود، در نبردی در نزدیکی این شهر در مقابل نیروی‌های چندین برابری متحدان روستیسلاو، در حالیکه خود و هم پیمانانش قصد گریز داشتند، به شدت زخمی و در نهایت کشته شد. با مرگ ایزیاسلاو، روستیسلاو به یکه حاکم کیف بدل گشت.
ایزیاسلاو داویدویچ در کلیسایی چرنیهیف در به خاک سپرده شد.